# Shamelle Pless
Shamelle Pless (ur. 15 czerwca 1994) – kanadyjska lekkoatletka specjalizująca się w biegach sprinterskich.
W 2011 w czasie mistrzostw świata juniorów młodszych odpadała w eliminacjach biegu na 100 metrów oraz zdobyła brązowy medal w sztafecie szwedzkiej. 
Rekordy życiowe: bieg na 100 metrów – 11,84 (6 kwietnia 2013, Tempe).  